# Јамбол
Јàмбол (буг. Ямбол) је значајан град у Републици Бугарској, у југоисточном делу земље. Град је и седиште истоимене Јамболске области.

## Географија
Град Јамбол се налази у југоисточном делу Бугарске. Од престонице Софије град је удаљен око 300 km. Са друге стране Јамбол је на око 100 km од Црног мора и града Бургаса.
Област Јамбола представља североисточни део историјске покрајине Тракија. Град се сместио у јужном подножју планинског система Балкана на реци Тунџи. Јужно од града пружа се долина реке Марице.
Клима у граду је измењено континентална са снажним утицајем средоземне, што се огледа посебно у веома жарким и сувим летима.

## Историја
Јамбол је првобитно био трачко насеље, а затим римски град Кабиле (Cabyle).
Током већег дела средњег века град био у саставу Византије под називом Дијаболи, из кога је временом изведен данашњи назив града. 1373. године град је пао под власт Османлија. 1885. године град је постао део савремене бугарске државе.

## Становништво
По проценама из 2006. године град Јамбол имао око 86.000 становника. Већина градског становништва су етнички Бугари. Остатак су малобројни Турци и Роми. Последњих 20ак година град губи становништво због удаљености од главних токова развоја у земљи. Оживљавање привреде требало би зауставити негативни демографски тренд.
Претежна вероисповест становништва је православна, а остатак махом исламска.

## Рођени
- Волен Сидеров

## Партнерски градови
- Једрене
- Ижевск
- Таргу Жију
- Даблин
- Вилжиф
- Сјерадз
- Бердјанск